# 愛爾蘭河流

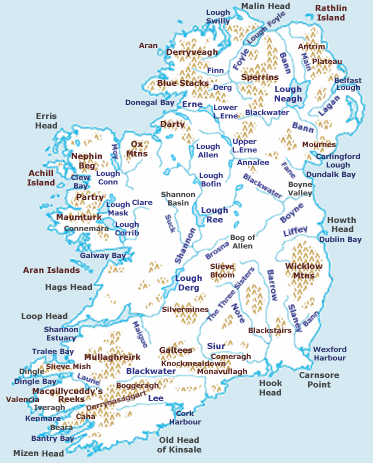
愛爾蘭島水系地圖

愛爾蘭河流（Rivers of Ireland）是愛爾蘭島上的各河流、支流等。愛爾蘭島分為屬於英國的北愛爾蘭以及獨立的愛爾蘭共和國，兩者境內都有多條河流。愛爾蘭島上最長的河流是香農河，全長360公里。
以下分別列出四個愛爾蘭省份境內的各主要河流。默認以順時針排序。

## 阿爾斯特省
- 厄恩河（River Erne）
- 斯威里河（River Swilly）
- 福伊爾河（River Foyle）
- 班恩河（River Bann）
- 拉干河（River Lagan）

## 倫斯特省
- 博因河（River Boyne）
- 利菲河（River Liffey）
- 斯萊尼河（River Slaney）

## 芒斯特省
- 巴羅河（River Barrow）
  - 諾爾河（River Nore）
  - 舒爾河（River Suir）
- 芒斯特黑水（Munster Blackwater）
- 利河（River Lee）
- 班登河（River Bandon）
- 菲爾河（River Feale）
- 香農河（River Shannon）
- 費格斯河（River Fergus）

## 康諾特省
- 科里布河（River Corrib）
- 莫伊河（River Moy）
- 加拉沃格河（River Garavogue）

## 另見
- 愛爾蘭湖泊列表